# چئونگگو-دونگ
چئونگگو-دونگ (به لاتین: Cheonggu-dong) یک منطقهٔ مسکونی در کره جنوبی است که در Jung District واقع شده‌است.